# Malaysische Badmintonmeisterschaft 2003
Die Malaysische Badmintonmeisterschaft der Saison 2002/2003 fand vom 23. bis zum 26. Januar 2003 in Kuala Lumpur als Proton-EON National Circuit Grand Prix Finals statt.

## Finalresultate
| Disziplin    | Sieger                         | Finalist                      | Ergebnis          |
| ------------ | ------------------------------ | ----------------------------- | ----------------- |
| Herreneinzel | Lee Chong Wei                  | Ismail Saman                  | 15-12, 15-7       |
| Dameneinzel  | Wong Mew Choo                  | Ng Mee Fen                    | 11-4, 11-1        |
| Herrendoppel | Chan Chong Ming Chew Choon Eng | Hong Chieng Hun Chang Kim Wai | 15-5, 12-15, 15-1 |
| Damendoppel  | Chin Eei Hui Wong Pei Tty      |                               |                   |
| Mixed        | Chew Choon Eng Chin Eei Hui    | Ng Kean Kok Fong Chew Yen     | 6-15, 15-8, 15-6  |